# Neue Rheinische Zeitung

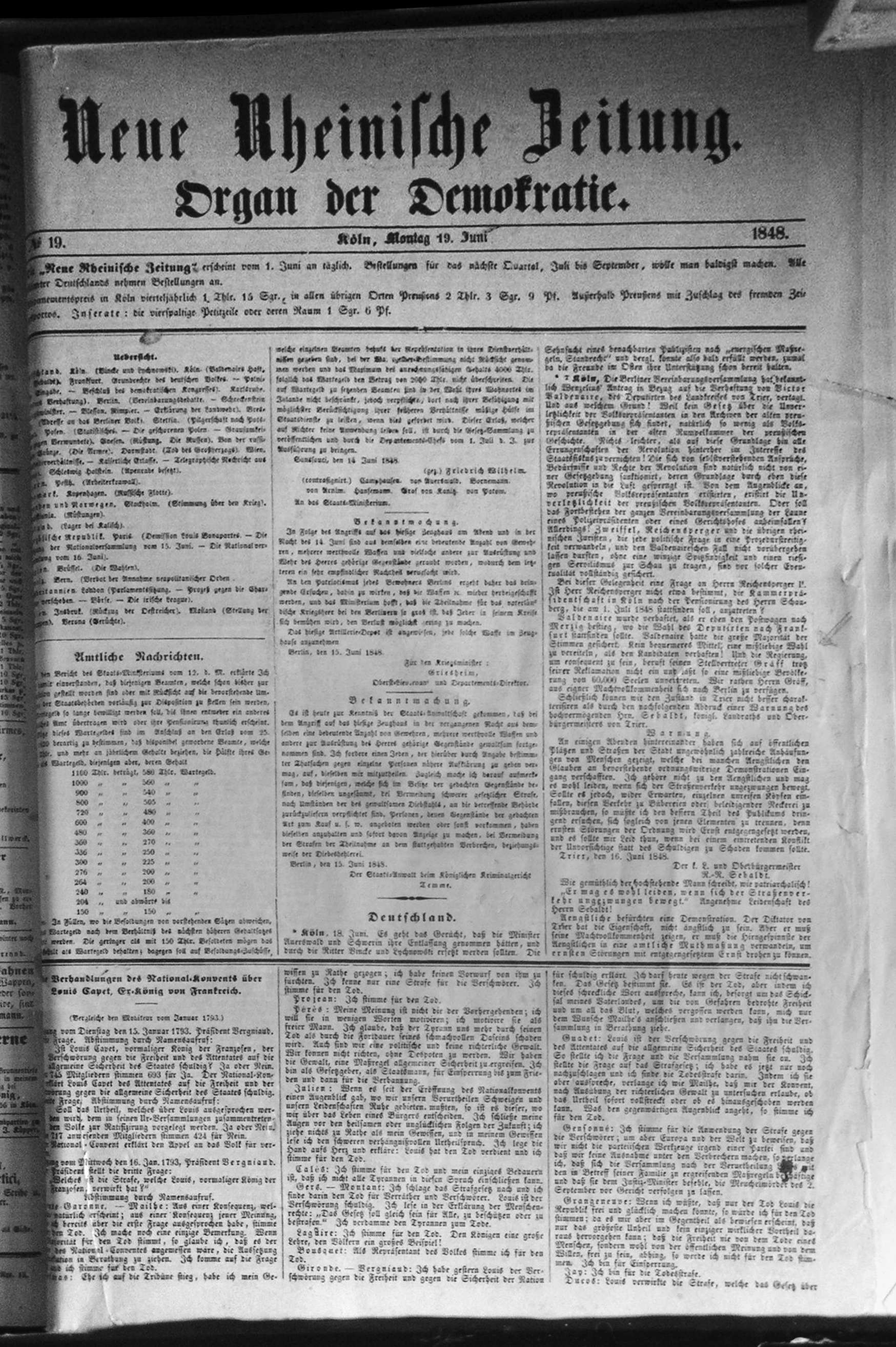

Neue Rheinische Zeitung (в пер. с нем. Новая Рейнская газета) — ежедневная газета социалистической и коммунистической направленности, издаваемая в Кёльне (Рейнская провинция Пруссии) в 1848—1849 годах Карлом Марксом.

## История
Предшественницей газеты Neue Rheinische Zeitung было издание либеральной направленности Rheinische Zeitung, выходившее в Кёльне в начале 1840-х годов, и в котором с 1842 года К.Маркс был редактором, а позднее — главным редактором. После того, как он возглавил газету, она постепенно стала менять свой курс на радикально-демократический, а затем и на социалистический. Остросоциальные и критические статьи К.Маркса, направленные против реакционной внутренней и внешней политики германских государств, привели к закрытию Rheinische Zeitung в 1843 году.
В 1848 году стал возможным выпуск Neue Rheinische Zeitung — после временной отмены политической цензуры вследствие Мартовской революции 1848/1849 года в Пруссии и в других германских государствах. Первый выпуск новой газеты вышел из печати 1 июня 1848 года. Neue Rheinische Zeitung имела разветвлённую корреспондентскую сеть, выходила с необычайно высоким для своего времени тиражом (около 6 тысяч экземпляров) и вскоре стала популярнейшей в годы Революции 1848/1849 в Германии. Большинство её сотрудников являлись членами Союза коммунистов.
Финансовое положение газеты всегда оставалось довольно шатким. Большинство её акционеров принадлежали к либеральному лагерю, и половина из них после выхода первого же номера отказались от сотрудничества. В связи с этим К.Маркс инвестировал в газету остаток полученного от отца наследства, печатная машина также принадлежала лично К.Марксу. Наибольшее пожертвование, полученное газетой, составляло 2 тысячи талеров и исходило от вождя польских эмигрантов в Берлине Владислава Косьцельского.
Благодаря искусной редакционной работе, ставившей при наборе газеты наиболее провокантные статьи в отделы для рекламы и т. п., Neue Rheinische Zeitung сумела избежать преследований со стороны официальных прусских властей. Даже во время беспорядков в Кёльне 25 сентября 1848 года, когда многие сотрудники газеты были арестованы, произошло это не в связи с их работой в газете, а вследствие их речей и политических выступлений на улицах города. Члены редакции Ф.Энгельс, Г.Бюргерс, Э.Дронке, Ф.и В.Вольф избежали ареста только благодаря бегству из Кёльна. К.Маркс в этот период дважды был судим (за отказ от уплаты налогов и нарушение закона о прессе), однако оба раза оправдан. Ф.Энгельс смог вернуться в Кёльн и продолжить свою работу редактором лишь в январе 1849 года.
Последний из номеров Neue Rheinische Zeitung, напечатанный красной краской, вышел в свет 19 мая 1849 года, после того, как последние очаги восстания в Рейнской провинции были подавлены. К.Маркс, Э.Дронке и Г.Верт, не имевшие прусского гражданства, были высланы из страны. Против остальных членов редакционной коллегии был начат судебный процесс. К.Маркс уехал в Лондон, где с некоторыми перерывами проживал вплоть до своей смерти в 1883 году, и где составил окончательную редакцию своего 3-томника Капитал. По его инициативе в 1864 году создаётся международная рабочая организация Интернационал. Ф.Энгельс, после закрытия газеты, уезжает на юг Германии, где принимает участие в последних боях Баденской революции. После её поражения он эмигрирует из Германии и через Швейцарию также приезжает в Лондон, где продолжает сотрудничать с К.Марксом.
Neue Rheinische Zeitung выступала за создание в Германии единой, демократической немецкой республики, а также за ведение войны против России с целью воссоздания единого и независимого польского государства. Важными темами были также революционные события в стране, борьба с пережитками феодализма в Германии. Примером для германской революции в представлении Neue Rheinische Zeitung была французская Февральская революция 1848 года, которая свергла короля в Париже и провозгласила Французскую республику. По расчётам К.Маркса и Ф.Энгельса, либерально-демократическая революция 1848/1849 годов должна была перерасти в революцию социалистическую (чего в действительности не произошло).

## Редакция
- Карл Маркс — главный редактор
- Фридрих Энгельс — автор большинства главных статей, специалист по вопросам внешней политики и военным вопросам; статьи о революции в Венгрии и Италии.
- Генрих Бюргерс — известен как автор лишь одной статьи.
- Иосиф Вейдемейер
- Георг Верт — фельетоны, романы с продолжением, статьи об Англии и Бельгии.
- Фердинанд Вольф — корреспондент в Париже
- Вильгельм Вольф — рубрика «Aus dem Reich», сообщения из малых германских государств.
- Фердинанд Фрейлиграт — стихотворения; в редакции — с начала октября 1848 года.

Как сообщал Ф.Энгельс о редакционной работе, «собрание редакторов являлось обычно осуществлением диктатуры Маркса („Die Verfassung der Redaktion war die einfache Diktatur von Marx …“)».